# Жаклина Таталовић
Жаклина Таталовић (Земун, 30. март 1980) српска је новинарка. Радила је у неколико телевизијских кућа а данас ради на телевизији N1.

## Биографија
Жаклина Таталовић је рођена 1980. године у Земуну, где је завршила основну школу и Земунску гимназију. Похађала је и Музичку школу „Коста Манојловић“. Током средње школе двоумила се између Медицинског или Факултета политичких наука. Одлучила се за новинарство ФПН-у. Уписала је факултет одмах после НАТО бомбардовања 1999. године. Како су државни факултети у Србији били у штрајку и настава се није одржавала, мајка ју је пријавила у БК школу новинарства.
Живи и ради у Београду.

## Новинарска каријера
Каријеру новинара је започела са 19 година. По завршетку БК школе новинарства Таталовићева је остала да ради као волонтерка на Телевизији БК, на којој је прешла од уличног репортера у јутарњем програму до акредитованог новинара у седишту Уједињених нација у Њујорку. У једном интервјуу је казала да је управо радећи на БК ТВ научила све што зна о новинарству. Према сопственим речима, у новинарству нема узоре, али је „имала срећу” да јој уредници буду Александар Тијанић, Срђан Ђурић, Бојана Лекић, Миломир Марић, Оља Милошевић, Игор Шањевић, од којих је много научила.
Године 2006. прешла је са БК ТВ на Телевизију Fox и ту је прошла кроз скоро све редакције. Као репортер информативног програма извештавала је са скупштинских заседања, а препознатљивост је стекла постављајући својим саговорницима врло директна питања. Била је сарадник у емисији Вече с Иваном Ивановићем и многа питања која је Ивановић постављао својим гостима у емисији написала је Жаклина Таталовић.
Године 2018, када је ТВ Fox трансформисана у Прву српску телевизију, Таталовићева се није сложила са новом уређивачком политиком и одлучила је да после 12 година напусти ту кућу и пређе на N1, где ради и данас као новинарка информативне редакције.
Залаже се за објективно новинарство и директан приступ саговорницима. Покретала је теме односно афере и критике које су усмерене против коалиције на власти окупљене око СНС. Због приступа на конференцијама за медије, који је окарактерисао као неучтив, Александар Вучић је изјавио да је одавно заслужила да је избаци са конференције за медије.
Често је мета неприкладних коментара, увреда прорежимских таблоида, медија и неистомишљеника а добијала је и директне претње.
Жаклина Таталовић појављује се у улози саме себе у 13. епизоди 2. сезоне серије Жигосани у рекету.